# 당신과 함께한 순간들
《당신과 함께한 순간들》(영어: Marjorie Prime)은 2017년 개봉한 미국의 드라마 영화이다. 마이클 알메레이다가 감독을 맡았다. 2017 선댄스 영화제에서 전세계 최초 상영되었으며, 마이클 알메레이다감독이 알프레드 P. 슬로안 상을 수상하였다.